# Un boig a domicili
Un boig a domicili (títol original: The Cable Guy) és una pel·lícula estatunidenca dirigida per Ben Stiller i estrenada l'any 1996. Ha estat doblada al català.

## Argument
Steven Kovacs és un jove que acaba de trencar amb la seva promesa i que pretén instal·lar a casa seva un servei de televisió per cable de franc. Però Kovacs es troba amb un instal·lador una miqueta peculiar, que busca incansablement un amic amb el qual compartir la seva vida. Des del moment en el qual el "Noi del Cable" entra a casa del protagonista, intenta endinsar-se en la vida d'aquest fins a arruïnar-la... i a poc a poc es va convertint en un ésser perillós, capaç de fer qualsevol cosa per mantenir la incipient amistat amb el seu client.

## Repartiment
- Jim Carrey: Ernie "Chip" Douglas / Alfred Tate / Ricky Ricardo
- Matthew Broderick: Steven M. Kovacs
- Leslie Mann: Robin Harris
- George Segal: El pare de Steven
- Diane Baker: La mare de Steven
- Jack Black: Rick
- Lulu Marron: Dove Popov
- Ben Stiller: Sam i Stan Sweet
- Owen Wilson: El petit amic de Robin
- Eric Roberts: Ell mateix
- Janeane Garofalo: La criada del Medieval Times
- Amy Stiller: La secretària de Steven Kovacs.
- Andy Dick: L'hoste del Medieval Times
- David Cross: Sales Manager
- Joel Murray: Un jugador de basquet
- Paul Greco: Raul
- Kathy Griffin: La mare de Ernie "Chip" Douglas.
- Charles Napier: L'oficial de policia
- Bob Odenkirk: El germà de Steven
- Larry King: ell mateix
- Conan O'Brien: ell mateix
- Misa Koprova: Heather (prostituta a la festa)

## Al voltant de la pel·lícula
- Un boig a domicili marca la primera col·laboració cinematogràfica entre Ben Stiller i Owen Wilson. Treballaran realment junts per primera vegada a Permanent Midnight. Es trobaran pel Meet the Parents i les seves continuacions, The Royal Tenenbaums, Zoolander i la seva continuació, Starsky & Hutch i Night at the Museum i les seves continuacions.
- Un boig a domicili  és també una critica de la televisió: quan "Chip" segresta Robin, salta sobre la paràbola amb la finalitat de salvar els nens de la influència "nefasta" de la televisió.
- Segon llargmetratge de Ben Stiller com a director després de Generació 90, Un boig a domicili  no va trobar l'èxit comercial esperat als Estats Units, però és el segon gran èxit mundial de Stiller darrere de la càmera després de Tropic Thunder.
- Durant aquest rodatge Leslie Mann (Robin) troba el que serà el seu espòs, Judd Apatow, llavors productor del film.[3]
- Una versió alternativa amb un final mostrant la mort de Chip Douglas, així com la recuperació de " Somebody To Love " per Jim Carrey als crèdits finals.[4]
- La pròpia germana de Ben Stiller, Amy Stiller, fa el paper de la secretària de Steven Kovacs.
- Crítica
  - "Estranya i irregular pel·lícula per la qual Jim Carrey va cobrar 2.500 milions de pessetes. Els crítics estan desconcertats, ja que no és suficientment divertida per ser una bona comèdia ni intel·ligent per ser respectable"[5]
  - "Jim Carrey, absolutament deslligat (...) encara que conté alguns gags molt inspirats i divertits, el resultat es veu llastrat per la col·lecció de desmesurades ganyotes del senyor Carrey"[6]